# رونالد سی دیویدسن
 رونالد سی دیویدسن (انگلیسی: Ronald C. Davidson؛ زاده ۳ ژوئیه ۱۹۴۱) یک فیزیک‌دان است.